# Хала Тетяна Валентинівна
Тетяна Валентинівна Хала (нар. 4 травня 1987, Дніпро, Україна) — українська плавчиня, дисципліною якої є батерфляй. Представляла Україну на Олімпіаді-2008, де змогла пробитися до 30-ти найсильніших плавчинь у батерфляї на 200 м.

## Спортивна кар'єра
Хала пробилась на Олімпіаду на Чемпіонаті Європи з плавання у Нідерландах, показавши результат 2:13.59. На самих Іграх Тетяна змагалася із шістьма іншими спортсменками у другому запливі, включаючи Тао Лі зі Сінгапуру, котра перед цим зайняла п'яте місце у фіналі батерфляю на 100 метрів. Хала потіснила Тао Лі на п'яту сходинку, зайнявши четверту з результатом 2:12.16, однак цього не вистачило пробитися до півфіналу. Таким чином, вона зайняла 24 загальне місце.